# Tela (Honduras)
Pour les articles homonymes, voir Tela.
Tela est une municipalité côtière du Honduras, située dans le département d'Atlántida.
Elle se trouve dans le nord de la rive atlantique du pays, baignée par la mer des Caraïbes. Son nom proviendrait de Triunfo de la Cruz, qui se serait simplifié avec le temps.

## Histoire
Au début du XXe siècle, Tela possédait un important port, lequel était le siège de la Compagnie Ferrocaril de Tela, qui se convertit en la United Fruit Company, depuis 1970.
Depuis, Tela conservait un important quai qui brûla en 1994. Remplacé l'année suivante, l'ouragan Mitch le détruisit en grande partie. Aujourd'hui, ces restes sont inutilisables à des fins commerciales. La population s'en sert pour la pêche.[réf. nécessaire]

## Personnalité liées
- Jeannette Kawas (1946-1995), militante et administratrice de la protection de l'environnement au Honduras, née et assassinée à Tela.